# Zawady-Tworki
Zawady-Tworki (Duits: Sawadden; 1938-1945: Grenzwacht) is een plaats in het Poolse woiwodschap Ermland-Mazurië, in het district Ełcki. De plaats maakt deel uit van de landgemeente Prostki en telt 140 inwoners.